# Dancing in the Dark Records
Dancing in the Dark Records ist ein deutsches Musiklabel. Es wurde 1999 von Oise Ronsberger und Stefan Grunwald gegründet, die zusammen in der Band Là Par Force spielten. Die Inspiration zum Namen stammt von Bruce Springsteens Song „Dancing in the Dark“. Auslöser für die Gründung des Labels war, dass ein Tonträger ihrer damaligen Band Static 84 bei dem Underground-Label Bad Influence Records ausverkauft war, aber wieder zugänglich gemacht werden sollte. Kurz darauf folgten Veröffentlichungen der befreundeten Band Kitty Empire, wobei das Label zu der Zeit nicht mit Nachdruck betrieben wurde und zwischenzeitlich einmal ruhte. Mit dem Start von Là Par Force wurde die Aktivität für Selbstveröffentlichungen wieder aufgenommen, wobei schwerpunktmäßig Alben von anderen Künstlern wie The Data Break, The Ghost Rockets, Senore Matze Rossi und Tagtraum herausgebracht wurden. Stilistisch bewegt sich die Bandbreite zwischen Alternative Rock, Post-Hardcore und Punk.

## Veröffentlichungen (Auswahl)
- Bad Drugs – Old Men Young Blood (2014)
- Captain’s Diary – Zeitraffergeschichten (2017)
- The Data Break – Clap! (2006)
- The Ghost Rockets – Goodbye Utopia (2014)
- Kitty Empire – Diary of Failure (10"-EP, 1999)
- Là Par Force – Piqueur Akt (EP, 2002)
- Senore Matze Rossi – Und wie geht es Deinen Dämonen? (2008)
- My Hero Died Today – From Our Cold Dead Hands (Kompilation, 2005)
- Tagtraum – Komm lass es echt sein (2003)